# مخطوطة باريسنو وبيتروبلانوس

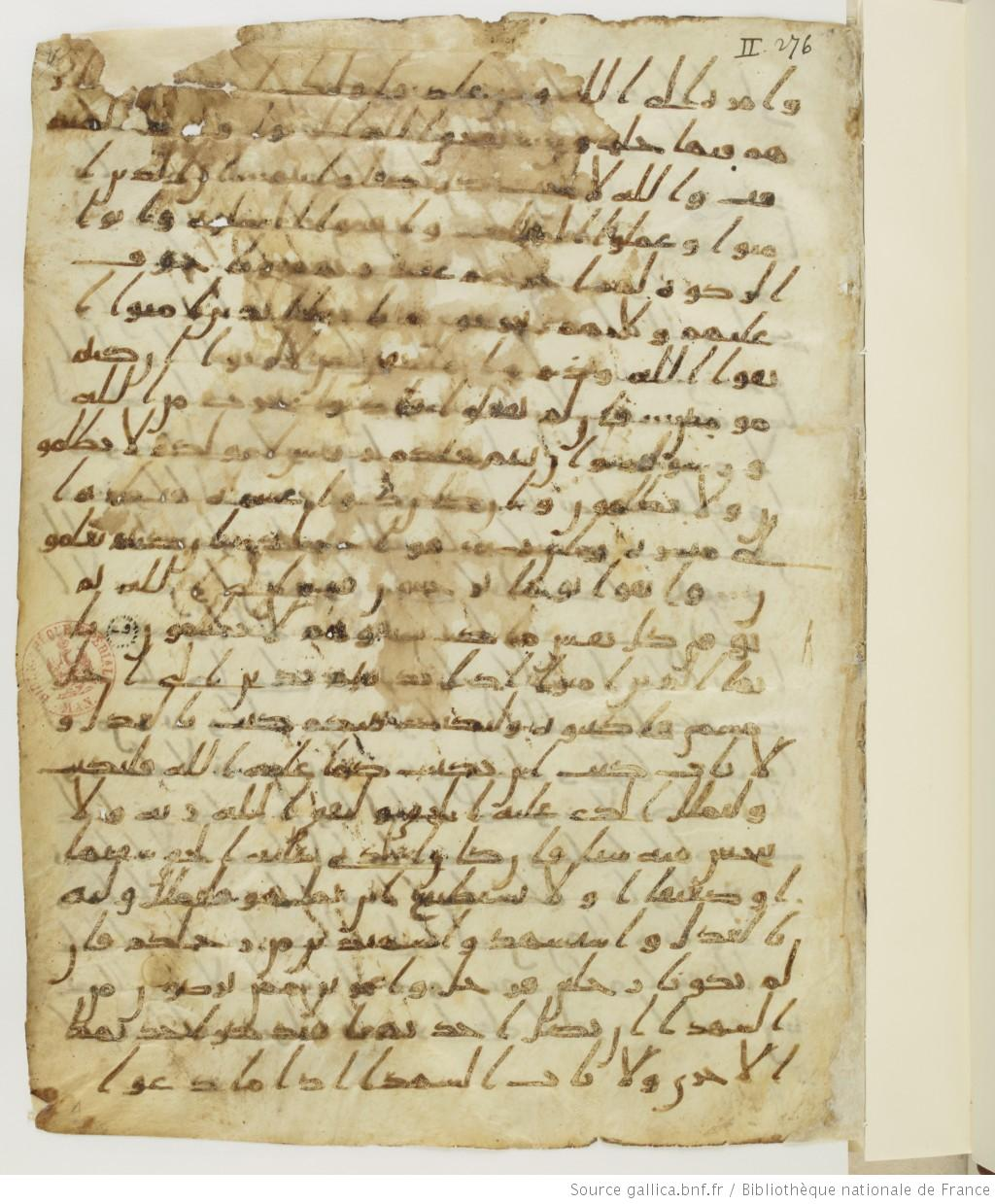
الصفحة الأولى من مخطوطة باريسينو وبيتروبلانوس. نوع الخط هو الخط الحجازي.

مخطوطة باريسينو وبيتروبلانوس (تُختصر أحيانًا إلى CPP) هي واحدة من أقدم المخطوطات القرآنية الباقية، والتي تنسب إلى القرن السابع.
الجزء الأكبر من المخطوطة المجزأة محفوظ في المكتبة الوطنية الفرنسية في باريس تحت رقم BnF Arabe 328(ab)، وتحتوي على 70 ورقة. وتوجد 46 ورقة أخرى محفوظة في المكتبة الوطنية الروسية في سانت بطرسبرغ. وقد تم الحفاظ على ورقتين إضافيتين، واحدة محفوظة في مكتبة الفاتيكان (Vat. Ar. [الإنجليزية] 1605/1) والأخرى في مجموعات خليلي، وهي مجموعة مخطوطات نادرة ومهددة بالفقدان، جمعها خليلي وهو بريطاني من أصل إيراني، محفوظة في لندن (KFQ 60).

## المخطوطة
يتكون مخطوط BnF Arabe 328 من ستة أجزاء، مُسمّاة بـ a – f. ومن بين هذه الأجزاء، تم التعرف في وقت لاحق على أن الجزأين (أ) و(ب) يشكلان جزءًا من مخطوطة أصلية واحدة.
- المكتبة الوطنية الفرنسية العربية 328(أ)، 56 ورقة (الملاحق 1 – 56)، مع أوراق إضافية محفوظة في مكتبة الفاتيكان ، مجموعات خليلي، والمكتبة الوطنية في روسيا. [2] ويشكل هذا الجزء حوالي 26% من نص القرآن.
- المكتبة الوطنية الفرنسية، المجلد 328 (ب)، 14 ورقة (الصفحات 57 – 70).

أما الأجزاء الأربعة المتبقية من BnF Arabe 328 فهي من مخطوطات قرآنية مختلفة.
- المكتبة الوطنية الفرنسية العربية 328(ج) ، 16 ورقة (الملاحق 71 – 86)، مع اكتشاف ورقتين إضافيتين في برمنغهام وتم تأريخهما بالكربون إلى ما قبل عام 645 (كانت مجلدة سابقًا بمخطوطة قرآنية غير ذات صلة من أواخر القرن السابع) في عام 2015.
- ب.ن.ف.عرب 328(د)، 3 ورقات (صفحة 87 – 89).
- بي إن إف عربي 328(هـ)، 6 ورقات (صفحة 90 – 95).
- المكتبة الوطنية الفرنسية، المجلد 328 (ف)، ورقتان (الصفحتان 96 – 97).

المخطوطة العربية 328(أب) مجزأة. في الأصل كان يحتوي على ما يقدر بنحو 210 إلى 220 ورقة، منها 118 ورقة باقية (70 في باريس، و46 في سانت بطرسبرغ، وواحدة في كل من روما ولندن).  يمتد النص المحفوظ من القرآن الكريم 2 :275 إلى سورة 72 :2، مع وجود فجوات بينهما. وبشكل عام، فإنه يحتوي على حوالي 45% من النص القرآني.  تم إنتاجه من قبل خمسة كتبة، ربما عملوا في وقت واحد من أجل تلبية الطلب على الإنتاج السريع.  جميع الأيدي تستخدم الخط الحجازي .
يقول فرانسوا ديروش أن إنتاج مخطوطة باريسينو وبيتروبلانوس يمكن أن يعود تاريخه إلى أواخر القرن السابع الميلادي (الربع الثالث من القرن الأول الهجري).  يتفق ديفيد إس باورز مع هذا التاريخ المبكر.  ويتفق آخرون على أن التاريخ يعود إلى أوائل القرن الثامن الميلادي، وهو ما دعا إليه ديروش أيضًا في بعض أعماله السابقة.  ويشير البعض الآخر إلى تواريخ لاحقة بشكل كبير. 
يكتب ديروش عن بعض الاختلافات الإملائية البسيطة جدًّا بين نص مخطوطة باريسينو وبيتروبلانوس والنص القياسي اليوم.  بشكل عام، محتويات النص ليست مختلفة عن تلك الموجودة في القرآن اليوم.  ومع ذلك، فإن الإملاء لا يفسر كل الاختلافات.  يمكن تفسير بعض الاختلافات المتبقية على أنها أخطاء ناسخة.  هناك عدد قليل آخر من المتغيرات الموضوعية وفقًا لديروش، بما في ذلك بعض المتغيرات غير الكنسية.  ويقول باورز إن بعض هذه الاختلافات الجوهرية تظهر أن نص القرآن ظل "سائلاً" ومفتوحًا للتغيير حتى نهاية القرن السابع.  يركز كتاب باورز على سلاسة آية واحدة من القرآن الكريم.

## تاريخ

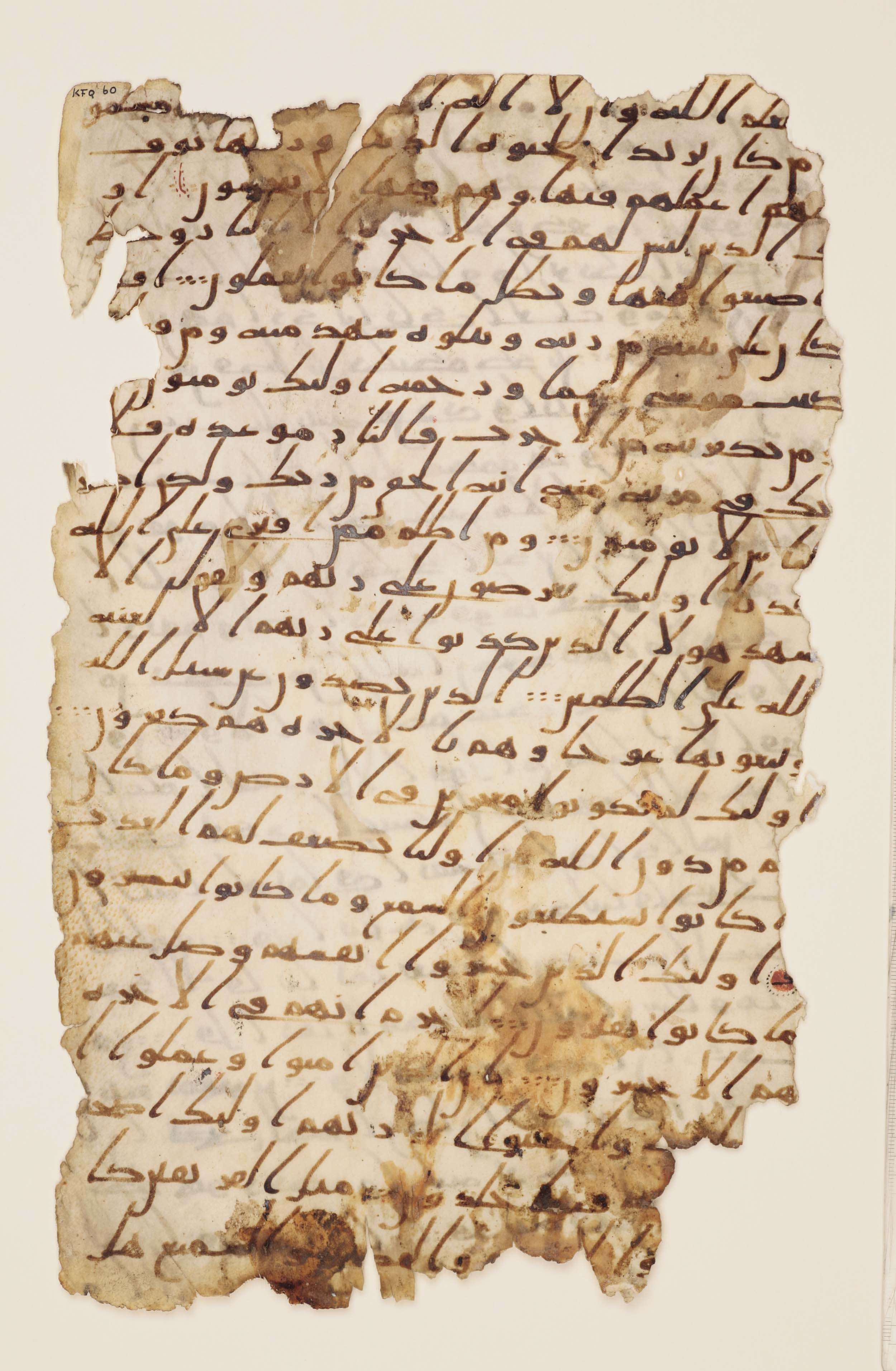
مجموعات خليلي

وقد تم حفظ المخطوطة مع مخطوطات قرآنية أخرى في جامع عمرو بن العاص في الفسطاط بمصر. خلال الحملة النابليونية على مصر في عامي 1798/1799، حصل المستعرب الفرنسي جان جوزيف مارسيل ( – ) على المجموعة الأولى من الصفحات. وقد اشترى جان لوي أسلين دي شيرفيل (1772 – 1822) بضع صفحات أخرى عندما كان يشغل منصب نائب القنصل في القاهرة بعد بضع سنوات. بيعت مجموعة تشيرفيل من المخطوطات العربية إلى المكتبة الوطنية بعد وفاته في عام 1822. تم بيع الجزء الذي اشتراه جان جوزيف مارسيل من وريثته إلى الحكومة الروسية، وفي عام 1864 أصبح المخطوط جزءًا من مجموعة المكتبة الإمبراطورية العامة (المكتبة الوطنية الروسية حاليًا) في سانت بطرسبرغ. بالإضافة إلى الأجزاء التي اشتراها مارسيل ودي تشيرفيل، وصلت إلى أوروبا نسختان إضافيتان منفصلتان، إحداهما موجودة الآن في مكتبة الفاتيكان (Vat. Ar. 1605/1) والأخرى في مجموعات خليلي في لندن (KFQ 60).  في كُتيّب المكتبة الوطنية الفرنسية لعام 1983، 1 – 56 تم وصفها ككيان منفصل، عربي 328 (أ)، من التالي. 57 – 70، عربي 328 (ب). ولم يتبين إلا بعد ذلك أن الجزأين كانا يشكلان في وقت ما جزءًا من نفس المخطوطة.

## روابط خارجية
- صورة طبق الأصل من المكتبة الوطنية الفرنسية
- الطبعة الإلكترونية من Corpus Coranicum :
  - مكتبة فرنسا الوطنية 328(أ) ، 56 فلس.
  - مكتبة فرنسا الوطنية 328(ب) ، 14 التالية.
- مدخل إلى المجلد KFQ 60 في كتالوج مجموعة الخليلي